# Municipio de Morelos (Zacatecas)
El municipio de Morelos es uno de los 58 municipios del estado mexicano de Zacatecas. La cabecera municipal se ubica en Morelos. El municipio es limitado por los municipios de Pánuco en el norte; Zacatecas al sur; al oriente con Vetagrande y al poniente con Calera. Tiene una distancia de 15 kilómetros de la capital estatal.

## Demografía
De acuerdo a los resultados del Censo de Población y Vivienda de 2020 llevado a cabo por el Instituto Nacional de Estadística y Geografía, la población total del Municipio asciende a 13 207 personas, de las que 6 552 son hombres y 6 655 son mujeres.

### Localidades
El municipio incluye en su territorio un total de 27 localidades. Las principales, considerando su población del censo de 2020 son:
| Localidad                          | Población |
| Total Municipio                    | 13 207    |
| Morelos                            | 7 538     |
| Hacienda Nueva                     | 4 029     |
| Las Pilas                          | 1 255     |
| Noria de los Gringos (Los Gringos) | 190       |